# Hahn (Waldbröl)

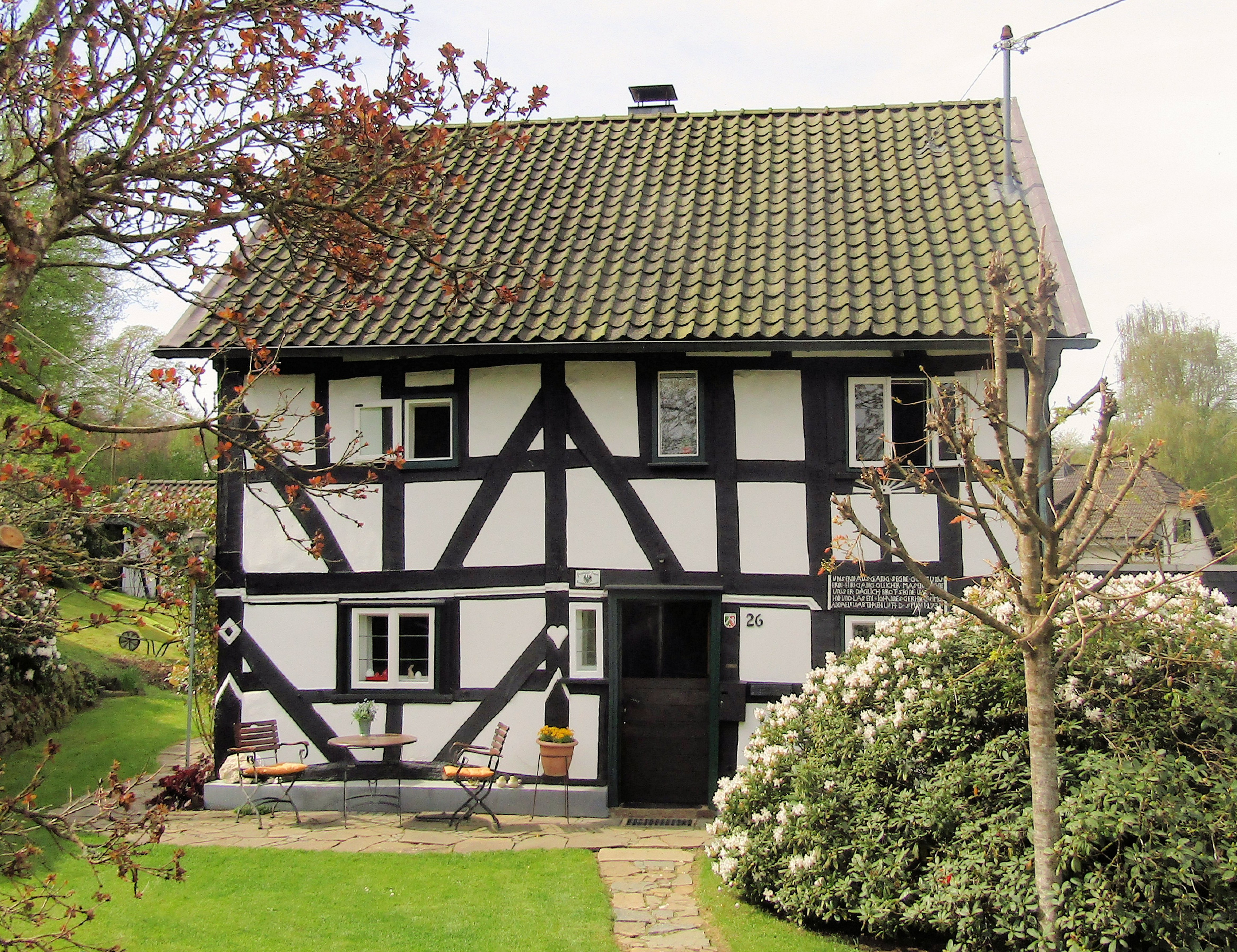
Denkmalgeschütztes Fachwerkhaus In der Kehre 26

Hahn ist eine Ortschaft im Gemeindegebiet der Stadt Waldbröl im Oberbergischen Kreis im südlichen Nordrhein-Westfalen innerhalb des Regierungsbezirks Köln.

## Geschichte

### Erstnennung
Erstmals urkundlich erwähnt wurde die Ortschaft 1512 durch Peter von Hain, des Roiß Sohn, in dem Archiv der Ev. Kirchengemeinde Waldbröl.
Schreibweise der Erstnennung: Hain
1575 verzeichnete der Kartograf Arnold Mercator den Ort auf einer seiner Karten.

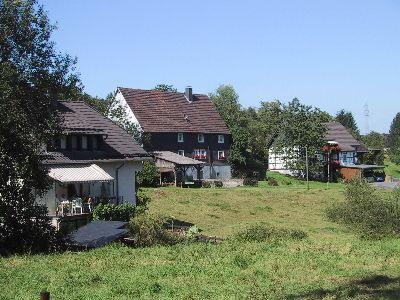
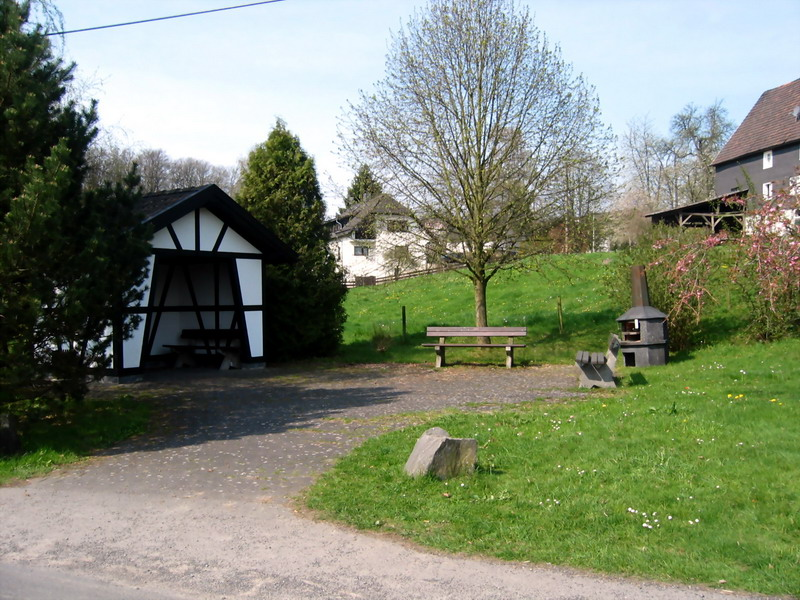
Dorfplatz
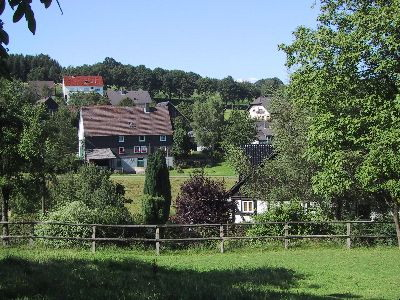
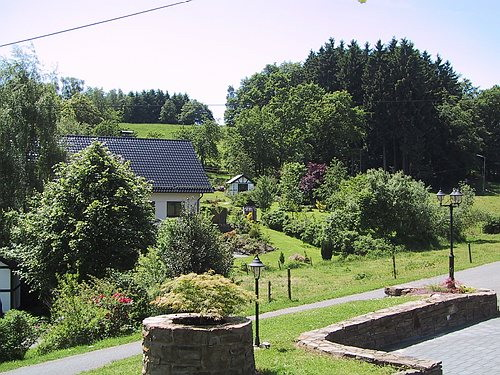
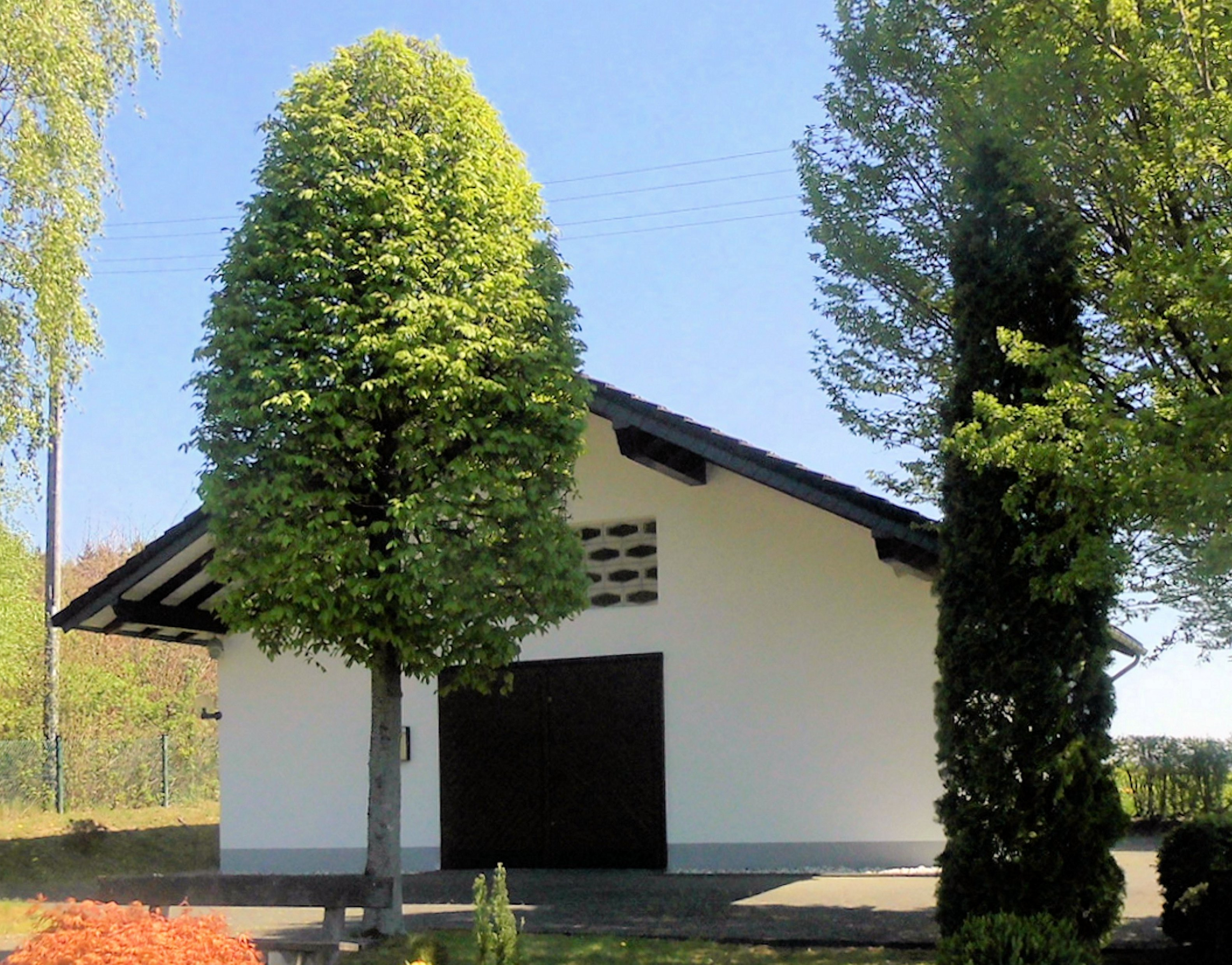
Friedhofskapelle

## Freizeit

### Wander- und Radwege
Der Wanderweg A2 führt durch Hahn, von Waldbröl kommend.

## Bus- und Bahnverbindungen

### Linienbus
Haltestelle: Hahn Abzw.
- 302 Waldbröl, Gummersbach Bf  (OVAG)